# Piżmowiec ciemny
Piżmowiec ciemny (Moschus fuscus) – gatunek ssaka z rodziny piżmowcowatych (Moschidae). Ssak kopytny, występujący w Azji, jest zagrożony wyginięciem.

## Zasięg występowania
Piżmowiec ciemny występuje w południowych Chinach (północno-zachodnie Junnan (26°30’N, 98°50’E) i południowo-wschodni Tybet (28°25’N, 97°06’E)), w północnej Mjanmie, północnych Indiach (Arunachal Pradesh), Bhutanie i wschodnim Nepalu. Jest możliwe że ze względów geograficznych (występowanie w Arunachal Pradesh) że zwierzę widziane w Khumbu w rejonie Mount Everestu w północno-zachodnim Nepalu na wysokości 4000 m n.p.m. może reprezentować ten gatunek.

## Taksonomia
Gatunek po raz pierwszy opisany naukowo przez chińskiego przyrodnika Li Zhixianga w 1981 roku (choć być może takson opisany przez Briana Houghtona Hodgsona w 1939 roku pod nazwą Moschus saturatus reprezentuje ten gatunek). Jako miejsce typowe Li wskazał Bapo, w Gongshan Xian, w prowincji Yunnan, na wysokości 3500 m n.p.m. Holotypem był dorosły samiec o numerze katalogowym 73556 zebrany 21 grudnia 1973 roku, paratypem była dorosła samica o numerze katalogowym 73456 schwytana 15 listopada 1973 roku w tym samym miejscu co holotyp. Oba okazy znajdują się w kolekcji Kunming Institute of Zoology.
Piżmowiec ciemny był przez niektórych autorów traktowany jako podgatunek piżmowca górskiego (M. chrysogaster), jednak Colin Groves i współpracownicy w 1995 roku uznali ważność tego gatunku; potwierdziła to analiza cytochromu b przeprowadzona w 2001 roku.

### Etymologia
Nazwa rodzajowa: gr. μόσχος moskhos – piżmo, od pers. ‏مشک‎ mušk – piżmo. Epitet gatunkowy: łac. fuscus – brązowy, ciemny, czarny.

## Morfologia
Długość ciała 73–80 cm, ogona 4–6 cm; masa ciała 10–15 kg. Długość czaszki 13,5–14,5 cm. Futro jest w większości czarniawo-brązowa, znacznie ciemniejsza niż u jakiegokolwiek innego gatunku piżmowca, bez oznaczeń na szyi i gardle, w górnej części ciała bardzo rzadko rozproszone żółtawe plamy. Szyja może być nieco bledsza niż ciało; gardło nie ma żadnych podłużnych pasm biegnących w dół, ale często występują dwie niepełne, żółte obroże. Spód ciała jest ciemny jak jego górna część. Sierść na zadzie z ochrowym odcieniem, ale pośladki są czarne. U młodych osobników na sierści znajdują się pasy podobne do tych, które występują u pak, ale włosy dorosłych są w stałym kolorze z wyjątkiem bardzo krótkich, białych podstaw. Włosy są długie, na kłębie długości 32-46 mm, na zadzie 51-63 mm. Pysk jest krótki, mniejszy niż połowa długości czaszki, ale kanał łzowy jest dłuższy niż jej wysokość. Kończyny są bardziej wydłużone niż u piżmowca karłowatego (M. berezovskii), pomimo mniejszej czaszki. Długość kości śródręcza 88-101 mm, śródstopia 126-135 mm, więc kończyny tylne są jeszcze bardziej wydłużone niż u M. berezovskii, długość śródstopia wynosi 152% długości śródręcza i 96% długości czaszki, kości śródręcza stanowi 63% długości czaszki. Kopyta są wydłużone: długość u jednego okazu wynosiła 27-29 mm (maksymalna długość u innych gatunków wynosi 24 mm). Okazy z regionu Khumbu mają nieco bledszy spód i dolną część żuchwy niż te z Chin i Mjanmy.

## Ekologia
Gatunek ten zamieszkuje w pobliżu linii drzew w zacienionym lesie iglastym i wśród różaneczników, na wysokości 2200–4600 m n.p.m., rozciągającej się do strefy alpejskiej. Najprawdopodobniej prowadzą nocny tryb życia, podobnie jak spokrewnione gatunki.
W skład diety piżmowca ciemnego wchodzą głównie trawy, mchy i delikatne pędy różnych roślin, ale żadne szczegółowe dane nie są dostępne.
Nie ma żadnych informacji na temat okresu rozrodczego tego ssaka.

## Status i ochrona
W Czerwonej księdze gatunków zagrożonych Międzynarodowej Unii Ochrony Przyrody i Jej Zasobów został zaliczony do kategorii EN (ang. Endangered – zagrożony wyginięciem). Gatunek ten notowany jest w załączniku I konwencji waszyngtońskiej CITES w większości krajów jego zasięgu i w załączniku II w Chinach. Największym zagrożeniem dla piżmowcowatych są polowania dla pozyskania piżma stosowanego do wyrobu kosmetyków. Gatunek ten jest nominalnie chroniony w Mjanmie przez utworzenie Khakaborazi National Park, ale w wielu obszarach kłusownictwo nadal jest poważnym problemem.